# Bandyhallen i Gubbängen
Bandyhallen i Gubbängen, eller officiellt Gubbängens Skridsko- och Bandyhall, är en skridskolöpnings- och bandyhall i Gubbängen i Stockholm som sedan sommaren 2020 finns på Gubbängens IP. Projektet är flyttat, från början avsågs en bandyhall i Tallkrogen som även fanns med i planerna för Stockholms ansökan om olympiska vinterspelen 2026. 
Bandyhallen i Gubbängen blev i och med sitt uppförande Stockholms första inomhushall för bandy.
När bandyhallen i Gubbängen invigdes inför säsongen 2020 var den IK Tellus Bandys hemmaplan, och de använde namnet Tellusborgen på hallen. Den är också hemmaplan för bandylaget GT/76 IK samt träningshall för bland annat Hammarby Bandy.

## Beskrivning

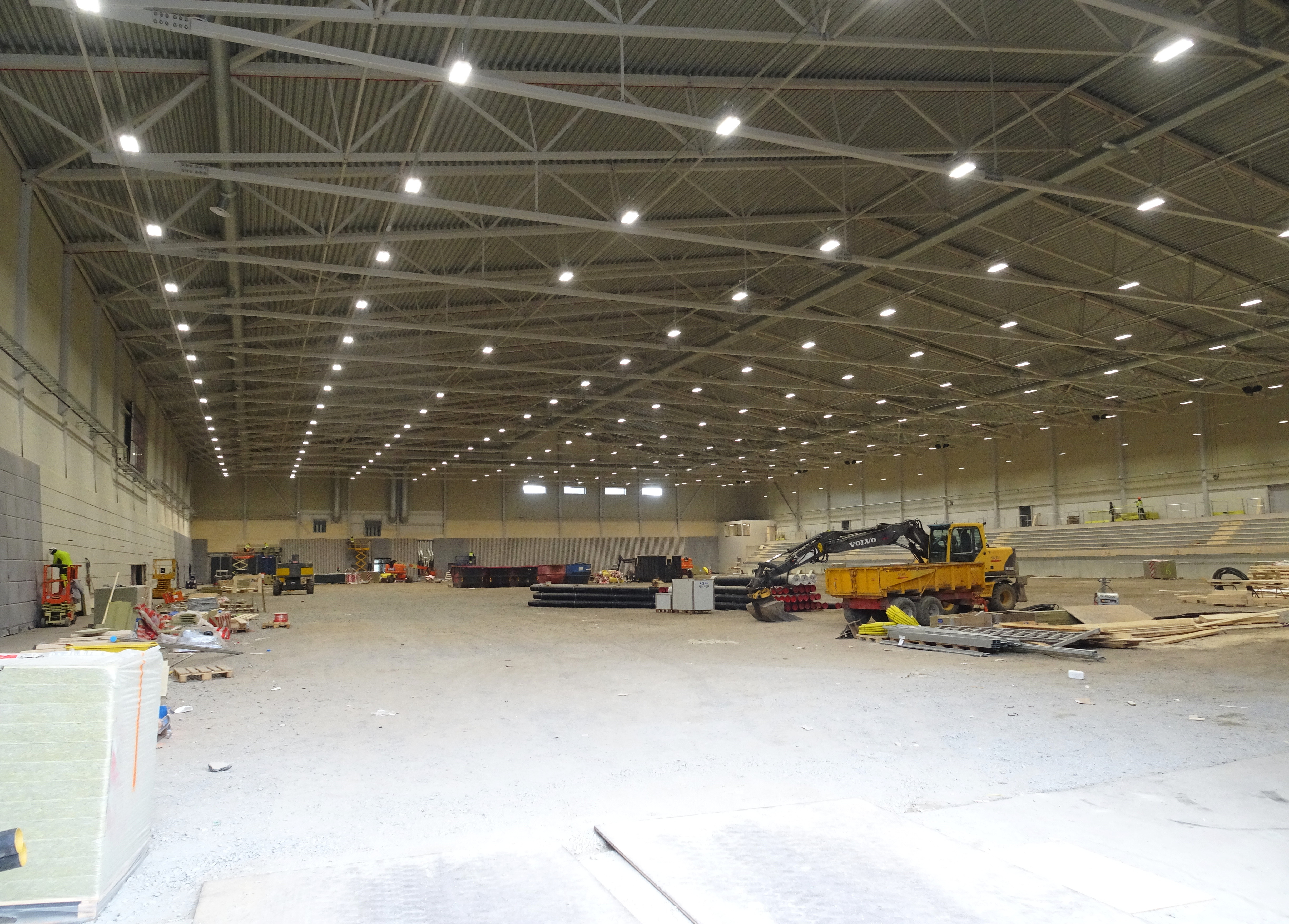
Hallens interiör i april 2020.

Bandyhallen har betoning på träning och ligger i Gubbängen i Stockholm några kilometer söder om Globenområdet. Idrottsnämnden i Stockholm tog under vintern 2012/2013 beslut om att utreda bygget av hallen. 
Hallen var från början planerad att byggas i Tallkrogen och beräknades vara färdig 2015 eller 2016. Bygget sköts på framtiden av den nya politiska majoritet som tillträdde i Stockholm efter valet 2014. I januari 2016 skrotades planerna helt. Istället började idrottsborgarrådet Emilia Bjuggren (S) planera för en hall i Gubbängen som planerades stå klar hösten 2018. 
I oktober 2017 vann en ny detaljplan laga kraft och den 15 juni 2018, efter problem med upphandlingen, kunde det första spadtaget tas. Hallen stod klar i augusti 2020. Kostnaden för hallen angavs till 157 mkr. Hallen ritades av AIX Arkitekter. Byggnaden är 25 meter hög med ett planmått om 76×134 meter. Längs ena långsidan finns en ståplatsläktare med en kapacitet på knappt 2 000 åskådare. Förutom bandy används hallen till bland annat hastighetsåkning, short track och konståkning.